# Langueirón (Puenteceso)
Langueirón o San Julián de Langueirón (llamada oficialmente San Xián de Langueirón) es una parroquia y un lugar español del municipio de Puenteceso, en la provincia de La Coruña, Galicia.

## Entidades de población
Entidades de población que forman parte de la parroquia:
- A Armada
- Carrasqueira (A Carrasqueira)
- Langueirón
- Melcos (Os Melcos)
- Vitueira (A Vitureira)
- Soutullo

## Demografía

### Parroquia
| Gráfica de evolución demográfica de Langueirón (parroquia) entre 2000 y 2019 |
|                                                                              |
| Datos según el nomenclátor publicado por el INE.                             |

### Lugar
| Gráfica de evolución demográfica de Langueirón (lugar) entre 2000 y 2019 |
|                                                                          |
| Datos según el nomenclátor publicado por el INE.                         |